# 日本情報処理短期大学校
日本情報処理短期大学校（にほんじょうほうしょりたんきだいがくこう）は、茨城県取手市に存在した職業能力開発短期大学校。財団法人つくば職業訓練教育財団が設置運営する認定職業訓練による職業訓練施設であったが、現在は茨城県の認定を受けておらず閉校したものと考えられる。

## 沿革
- 1985年 - 日本情報処理短期大学校開校。
- 時期不明 - 閉校。

## 訓練科
- 専門課程
  - 情報システム系
    - 情報処理科（2年制）

## 系列校
つくば職業訓練教育財団が運営していた系列校として、関東理工専門学校（茨城県取手市本郷）、関東理工自動車専門学校（茨城県取手市新川）、成田航空専門学校（茨城県取手市取手）、日本医療秘書専門学校（茨城県取手市本郷）、つくば総合高等学園（茨城県取手市本郷）があった。
このうち成田航空専門学校のみが2013年に学校法人筑波研究学園の傘下に入り、「成田つくば航空専門学校」と校名を変更したが、2021年に学校法人朝日学園へ移管し、2022年に「成田国際航空専門学校」と改称して現存している。

## 所在地
- 茨城県取手市取手西野1842-3